# Пакт Гладстона — Макдональда
Пакт Гладстона — Макдональда (англ. Gladstone–MacDonald pact) — секретное неформальное соглашение, заключённое в 1903 году между главным парламентским организатором Либеральной партии Гербертом Гладстоном и секретарём Комитета рабочего представительства Рамсеем Макдональдом. Пакт был заключён на фоне электоральных неудач обеих сторон соглашения. Согласно его условиям, руководство либералов взяло на себя обязательство попытаться убедить однопартийцев не выдвигать на предстоящих выборах кандидатов в приблизительно 50 округах, где позиции Комитета были наиболее сильны, чтобы увеличить шансы на победу их кандидатов Консервативной партией. В обмен, руководство лейбористов поощряло своих сторонников поддержать либеральных кандидатов в других округах. Соглашение помогло Комитету, в 1906 году преобразованному в Лейбористскую партию, создать свою базу избирателей в некоторых больших округах в городах, обойти ограничения, налагаемые на малые партии мажоритарной системой относительного большинства и позже стать одной из ведущих партий британской политики: партия получила на выборах 29 мест, за большую часть из которых либералы не боролись. Некоторые историки считают заключение пакта тактической ошибкой Либеральной партии.